# Thom Bray
Thomas Edward Bray (* 30. April 1954 in Lawrenceville, New Jersey) ist ein US-amerikanischer Schauspieler und Drehbuchautor.

## Leben
Bray hatte seine erste Rolle 1980 in der auf Peter Yates Spielfilm Vier irre Typen basierenden Fernsehserie Breaking Away, die allerdings nach sechs Folgen eingestellt wurde, obgleich sie für zwei Emmys nominiert war. Sein Spielfilmdebüt hatte er im Horrorfilm Forke des Todes. Es folgten Gastauftritte unter anderem in den Serien Remington Steele und Quincy.
1984 erhielt er die Rolle des Computerfreaks Murray „Boz“ Bozinsky in der Fernsehserie Trio mit vier Fäusten, durch welche er auch in Deutschland bekannt wurde. Nach drei Staffeln mit insgesamt 56 Folgen wurde die Serie abgesetzt. Gegen Ende der 1980er Jahre hatte er einige weitere Spielfilmrollen, darunter Die diebische Elster mit Whoopi Goldberg in der Hauptrolle, sowie in den Horrorfilmen Deep Star Six und John Carpenters Die Fürsten der Dunkelheit. In den 1990er Jahren arbeitete Bray zunächst als Synchronsprecher für die auf dem Film Angriff der Killertomaten basierende Zeichentrickserie Killertomaten. Zudem verfasste er Drehbücher für verschiedene Serien wie Nash Bridges oder Küß’ mich, John und war als Produzent tätig. Danach war er als Schauspiellehrer unter anderem an der Portland State University tätig.
Bray ist verheiratet und hat drei Kinder.

## Filmografie (Auswahl)
Als Schauspieler
- 1980–1981: Breaking Away (Fernsehserie, 8 Folgen)
- 1981: Forke des Todes (The Prowler)
- 1982: Remington Steele (Fernsehserie, eine Folge)
- 1983: Quincy (Quincy, M. E., Fernsehserie, eine Folge)
- 1983–1986: Trio mit vier Fäusten (Riptide, Fernsehserie, 56 Folgen)
- 1987: Die Fürsten der Dunkelheit (John Carpenter’s Prince of Darkness)
- 1987: Die diebische Elster (Burglar)
- 1987: Mord ist ihr Hobby (Murder, She Wrote, Fernsehserie, eine Folge)
- 1989: Deep Star Six
- 1989: Horror House – House III (The Horror Show)
- 2002: The District – Einsatz in Washington (The District, Fernsehserie, eine Folge)

Als Drehbuchautor
- 1990–1991: Mann muss nicht sein (Designing Women, Fernsehserie, 5 Folgen)
- 1991–1994: Daddy schafft uns alle (Evening Shade, Fernsehserie, 15 Folgen)
- 1994: Küß’ mich, John (Hearts Afire, Fernsehserie, eine Folge)
- 2000–2001: Nash Bridges (Fernsehserie, 3 Folgen)
- 2000: Future Man (Now and Again, Fernsehserie, 2 Folgen)

Als Produzent
- 1996: Kirk und die Chaos-Kids (Kirk, Fernsehserie, 5 Folgen)
- 1997–1998: Kreativ sein ist alles (Fired Up, Fernsehserie, 2 Folgen)

Als Synchronsprecher
- 1990–1991: Attack of the Killer Tomatoes (Fernsehserie, 21 Folgen)